# Medicaid
Medicaid és un programa d'assegurances de salut del Govern dels Estats Units per a la gent necessitada. President dels Estats Units Lyndon B. Johnson va establir Medicaid, una part de la Llei de Seguretat Social. Medicaid i el Children's Health Insurance Program (CHIP) serveix més de 31 milions de nens.

## Accés al programa
Cada Estat dels Estats Units disposa d'un programa Medicaid que ofereix cobertura mèdica per a persones amb baixos ingressos, famílies i nens, ancians i persones amb discapacitat. La majoria dels Estats brinden cobertura als adults amb nens que es troben en cert nivell baix d'ingressos. A més, a partir de 2014, la majoria dels adults menors de 65 anys amb ingressos individuals de fins a aproximadament dòlars americans $15.000 a l'any seran elegibles per Medicaid en tots els estats.

## Cobertura
Els serveis mèdics que cobreix Medicaid inclouen:
- Serveis de bàsics de suport: laboratori i rajos X.
- Inpatient hospital services (Serveis hospitalaris per a pacients ingressats).
- Serveis ambulatoris.
- Controls de salut per a nens i tractament, si s'identifiquen problemes mèdics (revisions mèdiques, medicina preventiva).
- Serveis integrals oftalmològics i odontològics per a nens.
- Serveis i recursos de planificació familiar.
- Serveis d'atenció i suport a llarg termini.
- Serveis odontològics per a adults (només extraccions) (semblant a Espanya, on només es tracten les extraccions considerades quirúrgiques, com a queixals del judici).
- Serveis mèdics i quirúrgics per a adults.
- Serveis d'infermeria professional per a famílies i nens.
- Serveis proveïts en clíniques de salut.
- Serveis de matrones.
- Serveis d'infermeria per a adults.
- Serveis de cures de salut a domicili para determinades persones.
- Medicaments receptats (farmàcia).